# Dohrniphora
Dohrniphora is een geslacht van insecten uit de familie van de Bochelvliegen (Phoridae), die tot de orde tweevleugeligen (Diptera) behoort.

## Soorten
- D. castaneicoxa Borgmeier, 1960
- D. cornuta (Bigot, 1857)
- D. incisuralis (Loew, 1866)
- D. papuana Brues, 1905
- D. perplexa (Brues, 1903)